# Irene Coghene
Irene Coghene   (l'Alguer, 1982) és una activista cultural per la llengua i la cultura alguereses.
Llicenciada en Dret per la Universitat de Sàsser el 2008. Actualment, treballa en una empresa immobiliària de la seva família, però es va implicar en l'Oficina Lingüístic de l'Ajuntament de l'Alguer. Alhora, és coordinadora territorial a l'Alguer de la Plataforma per la Llengua, des de la qual ha organitzat el reviscolament de la festa tradicional de Les Estrenes cada 6 de gener. Vinculada a l'escoltisme des de joveneta, ha fundat el Centre Excursionista de l'Alguer, del qual és secretària. També promou la Passejada per la Llengua, una excursió anual pel terme municipal de l'Alguer per tal de resseguir-ne la toponímia. També ha impulsat a l'Alguer l'Aplec Excursionista dels Països Catalans. Ha col·laborat també amb la Fundació Ateneu Alguerès organitzant conferències i concerts amb músics d'arreu dels Països Catalans.
En 2014 va rebre un dels Premis d'Actuació Cívica de la Fundació Lluís Carulla. En 2018 fou escollida presidenta de la Consulta Cívica per les Polítiques Lingüístiques del Català de l'Alguer que agrupa les associacions ciutadanes implicades en el reviscolament de l'alguerès.

## Articles
- Actualitat i perspectives del català a l'Alguer A: Revista de Catalunya, ISSN 0213-5876, Nº. Extra 1, 2013, págs. 79-93
- A l'Alguer, “anem, anem anant”, El Temps, 24 de juliol de 2018
- L'Alguer, país català de Sardenya?, Fundació Emili Darder